# Day26
Day26 este o trupă americană de muzică R&B și pop,legată cu casa de discuri Bad Boy Records.Trupa a fost formată în ce de-a patra serie a programului TV Making The Band și este alcătuită din cinci baieți:Brian Andrews, Michael McCluney, Qwanell "Q" Mosley, Robert Curry, Willie Taylor.

## Istoric

### Making The Band 4
În 2007,producătorul și rapperul P.Diddy începe căutarea unei noi trupe,împreună cu Michael Bivins , Bryan-Michael Cox , Slam , Ankh Ra și Laurie Ann Gibson/Jamal.
Primul sezon a început pe 18 februarie 2007,iar formația a fost formată pe 26 august 2007.Cei care au câstigat contractul cu Bad Boy Records și au alcătuit formația sunt Robert Curry , Willie Taylor , Brian Andrews , Michael McCluney și Qwanell Mosley,iar Donnie Klang a primit un contract ca artist solo la Bad Boy Records.

## Discografie

### Albume

#### Day26
- Publicat: 25 martie 2008
- Poziții:#1(SUA),#1(SUA,lista R&B)
- Vânzări:335,589(SUA)

##### Tracklisting
| #  | Titlu                                                   | Producător(i)                                                        | Durată |
| 1  | I'm The Reason                                          | Malay                                                                | 3:10   |
| 2  | Got Me Going                                            | Sean "Diddy" Combs & Mario Winans pentru The Hitmen                  | 4:42   |
| 3  | In My Bed                                               | Danja                                                                | 3:43   |
| 4  | Silly Love                                              | LT Hutton                                                            | 2:47   |
| 5  | Come With Me                                            | Kwamé & Ozone pentru The Hitmen                                      | 3:35   |
| 6  | Co Star                                                 | Vincent Mack Cox,Sean "Diddy" Combs & Mario Winans pentru The Hitmen | 4:17   |
| 7  | Come In (My Door's Open)                                | The Runners                                                          | 5:50   |
| 8  | Are We In This Together                                 | Bryan-Michael Cox                                                    | 4:22   |
| 9  | What It Feels Like                                      | Soul Diggaz                                                          | 4:10   |
| 10 | Since You've Been Gone                                  | Bryan-Michael Cox & Adonis                                           | 4:11   |
| 11 | If It Wasn't For You                                    | Malay                                                                | 3:30   |
| 12 | Don't Fight The Feeling                                 | Bryan-Michael Cox                                                    | 4:24   |
| 13 | Just Should've Told You (Bonus Track)                   | Bryan-Michael Cox                                                    | 3:50   |
| 14 | Ain't Going ( împreuna cu Danity Kane and Donnie Klang) | Bernard "Doss" Malik                                                 | 3:13   |
| 15 | Exclusive (No Excuses)                                  | Bryan-Michael Cox                                                    | 3:52   |

### Single-uri
| An   | Titlu                    | Poziții în clasamente | Poziții în clasamente | Poziții în clasamente | Album |
| An   | Titlu                    | U.S. 100              | R&B                   | U.S. Pop              | Album |
| ---- | ------------------------ | --------------------- | --------------------- | --------------------- | ----- |
| 2008 | "Got Me Going"           | 79                    | 30                    | 75                    | Day26 |
| 2008 | "Since You've Been Gone" | —                     | 61                    | —                     | Day26 |

- Melodia "Got Me Going" a fost scrisă de Sean Combs, Mario Winans, Bryan Michael Cox, Mary Brown, Aion Clarke și produsă de Diddy și Mario Winans.
- Melodia "Since You've Been Gone" a fost scrisă de Dean, Kendrick A.J., Bryan-Michael Cox, Adonis și produsă de Bryan-Michael Cox și Adonis.

### Videoclipuri muzicale
- "Got Me Going"

Videoclipul melodiei "Got Me Going" a fost regizat de Syndrome și a avut premiera la BET's 106 & Park on pe 24 martie 2008,cu o zi înainte de lansarea albumului.În videoclip apare și P.Diddy.
- "Since You've Been Gone"

Videoclipul melodiei "Since You've Been Gone" a avut premiera pe FNMTV pe 27 iunie 2008.Videoclipul a fost postat pe YouTube.com în ziua lansării și a fost vizionat până acum de mai mult de 100.000 persoane.

## Turnee
- 2008-Making The Band Tour

Day26 cântă în turneu cu Danity Kane și Donnie Klang.Invitata specială este Cheri Dennis.Day26 cântă următoarele melodii:
1. Come With Me
2. In My Bed
3. Co Star
4. Since You've Been Gone
5. Exclusive (No Excuses)
6. Got Me Going

Pe 9 iunie,în Los Angeles,băietii au fost pe scena alături de fetele de la Danity Kane în timp ce acestea cântau melodia "Ecstasy".

## Premii
- BET Awards

- 2008, Best Group (Nominalizați)

- Teen Choice Awards

- 2008, Choice Breakout Group (Nominalizați)